# ميكائيل جان

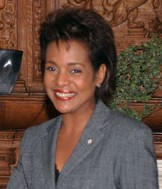
ميكائيل جان، رئيسة المنظمة الدولية للفرنكوفونية

ميكائيل جان (بالفرنسية: Michaëlle Jean)‏ ولدت في 6 سبتمبر 1957 في بورأو برينس، هاييتي هي رئيسة المنظمة الدولية للفرنكوفونية الثالثة والحاكمة السابقة لكندا. تم تعيينها من قبل الملكة اليزابيث الثانية بتوصية من رئيس الوزراء بول مارتين لتخلف أدريان كلاركسون وأصبحت بذلك الحاكمة العامة السابعة والعشرين لكندا منذ بدء العمل بالنظام الكونفيدرالي عام 1867.
تم الإعلان رسميا عن تعيينها في 4 أغسطس 2005. وتولت المنصب رسميا في السابع والعشرين من تلك السنة.
قبل توليها هذا المنصب كانت صحافية ومذيعة في راديو كندا وسي بي سي.
إنها أول شخص من أصول أفرو-كاريبية يتولى منصب الحاكم العام وهي ثالث امرأة وثاني مهاجر.

## روابط خارجية
- ميكائيل جان على موقع الموسوعة البريطانية (الإنجليزية)
- ميكائيل جان على موقع مونزينجر (الألمانية)
- ميكائيل جان على موقع أوليمبيديا (الإنجليزية)